# ピエール・ゴベール
ピエール・ゴベール（Pierre Gobert、1662年1月1日 - 1744年2月13日）はフランスの宮廷画家である。肖像画で知られる。

## 略歴
フォンテーヌブローで彫刻家の息子に生まれた。18世紀初めのルイ14世の在位の最後の時期に、宮廷の主要な女性たちの肖像画を多く残した。1681年に結婚し、その後、ミュンヘンで活動した後、1701年に王立絵画彫刻アカデミーの会員に選ばれ、1724年にアカデミーの理事になった。
宮廷の高貴な女性たちや子供たちの肖像画を大量に描いた。同時期の肖像画家、ジャン＝マルク・ナティエが試みたように、モデルの女性を神話の女神になぞらえたり、子供を天使に見立てる趣向の「へーべーに見立てた肖像画」のような作品も描いた。

## 作品

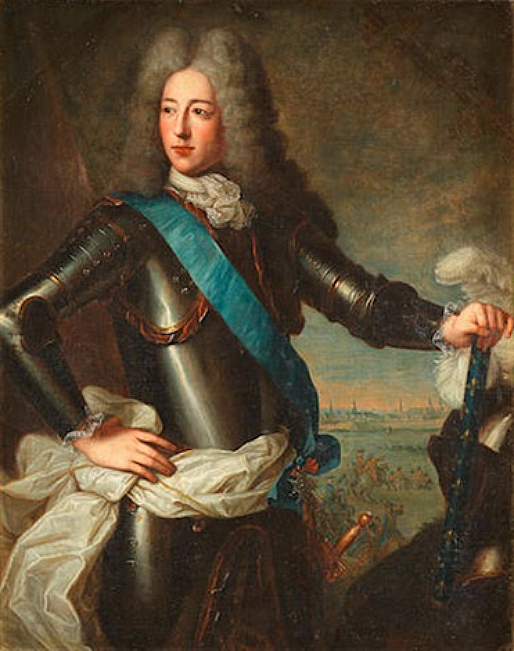
ルイ4世アンリ (コンデ公)
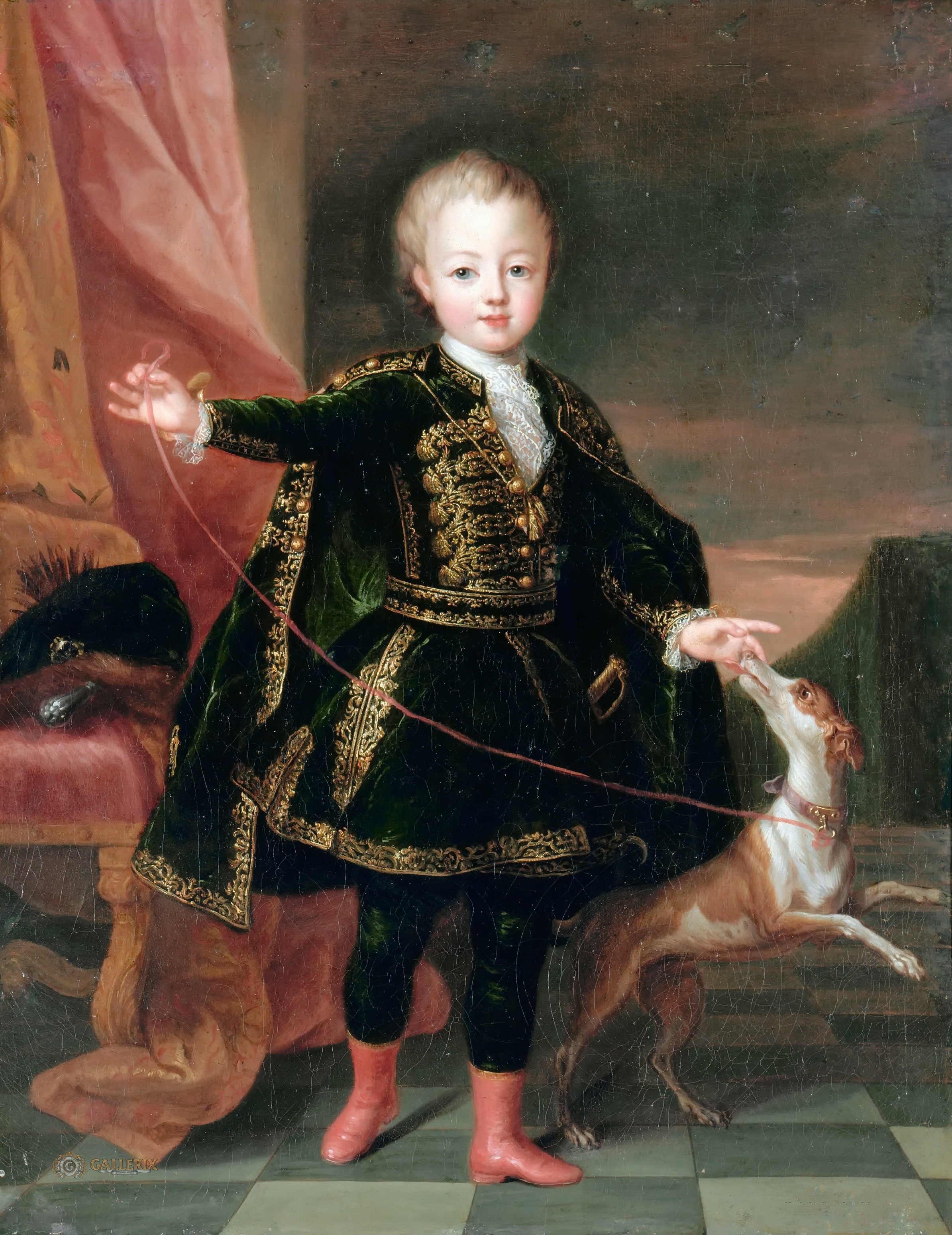
子供時代のレオポール・クレマン・ド・ロレーヌ
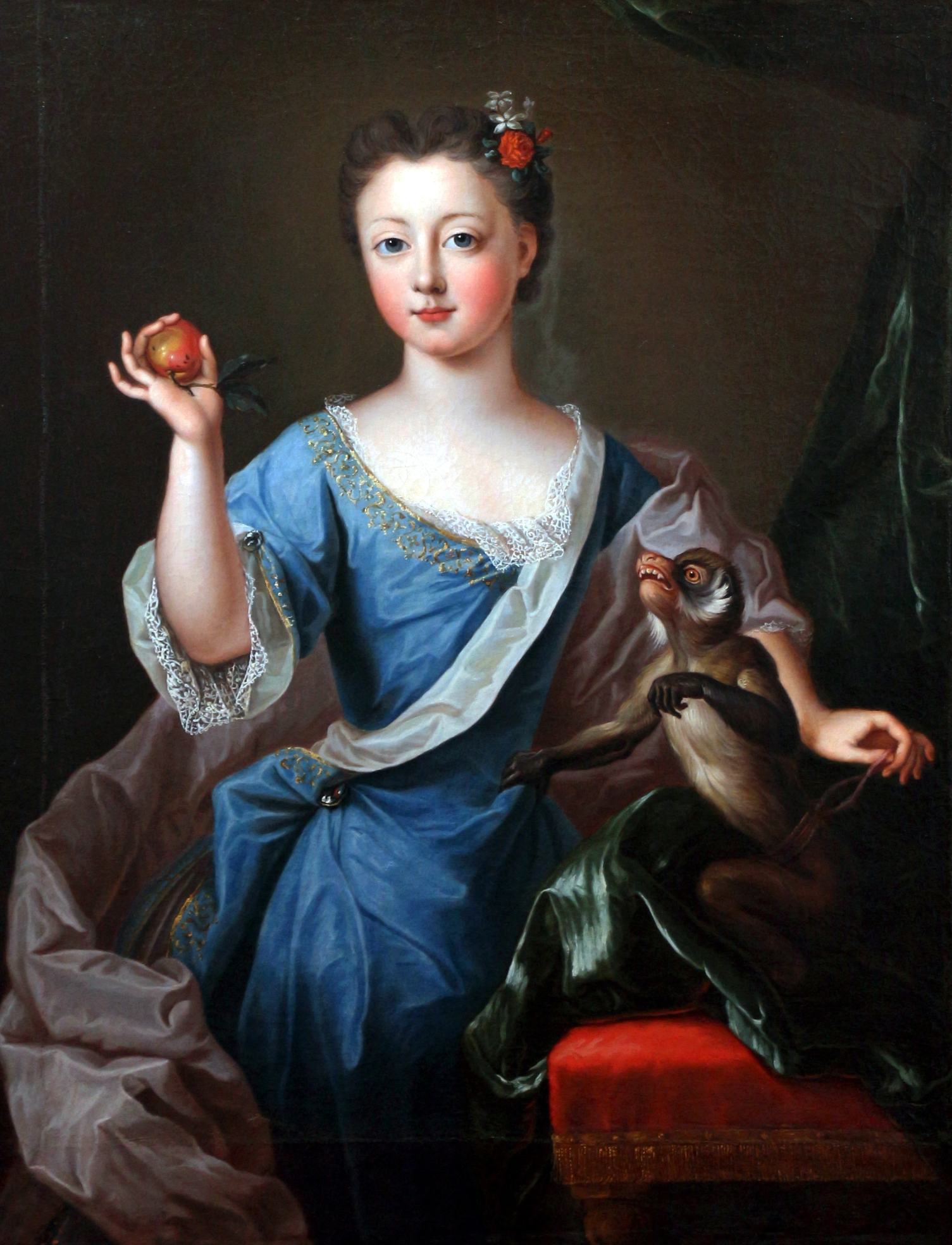
子供時代のアンヌ・シャルロット・ド・ロレーヌ (1714-1773)
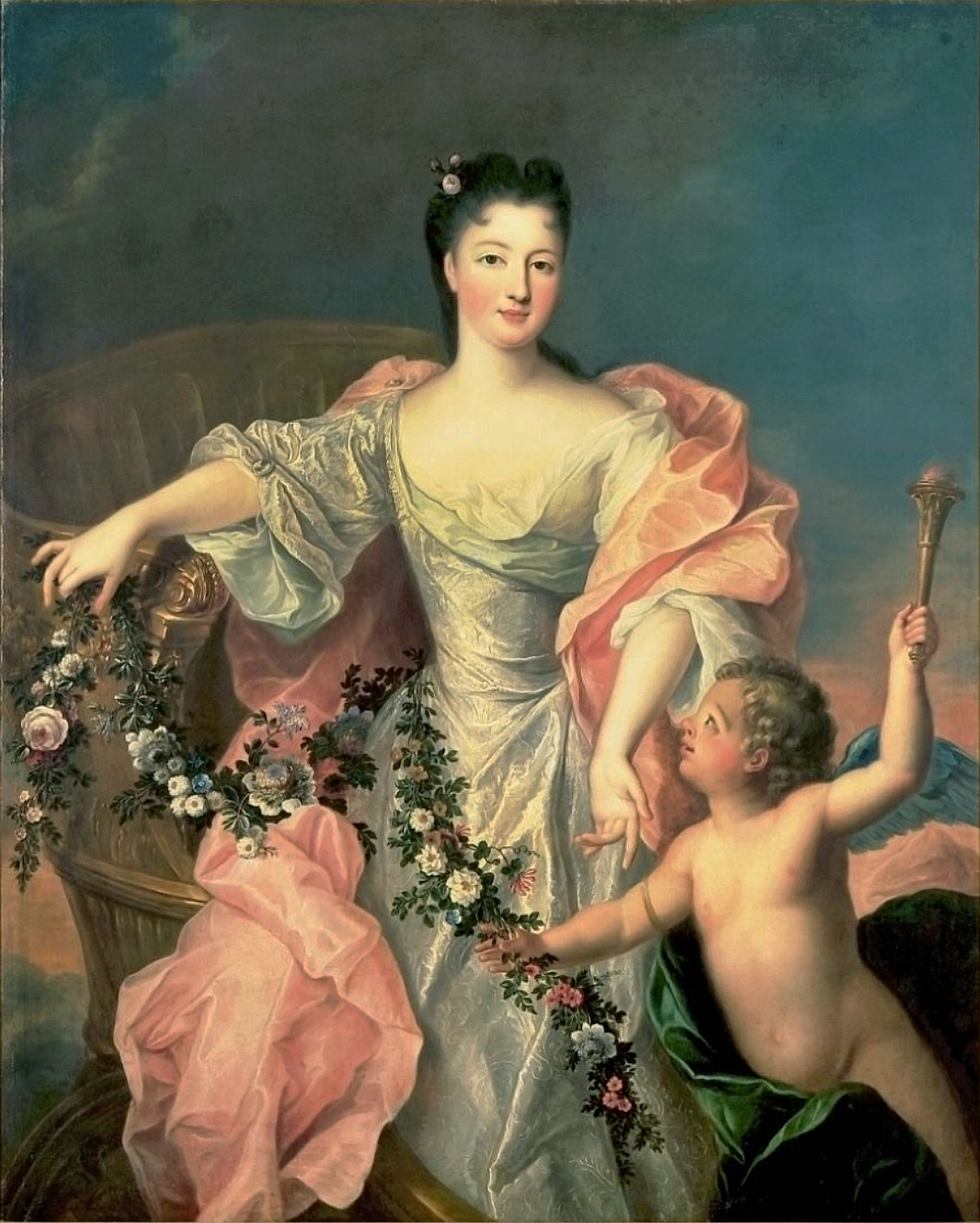
シャルロット＝アグラエ・ドルレアン
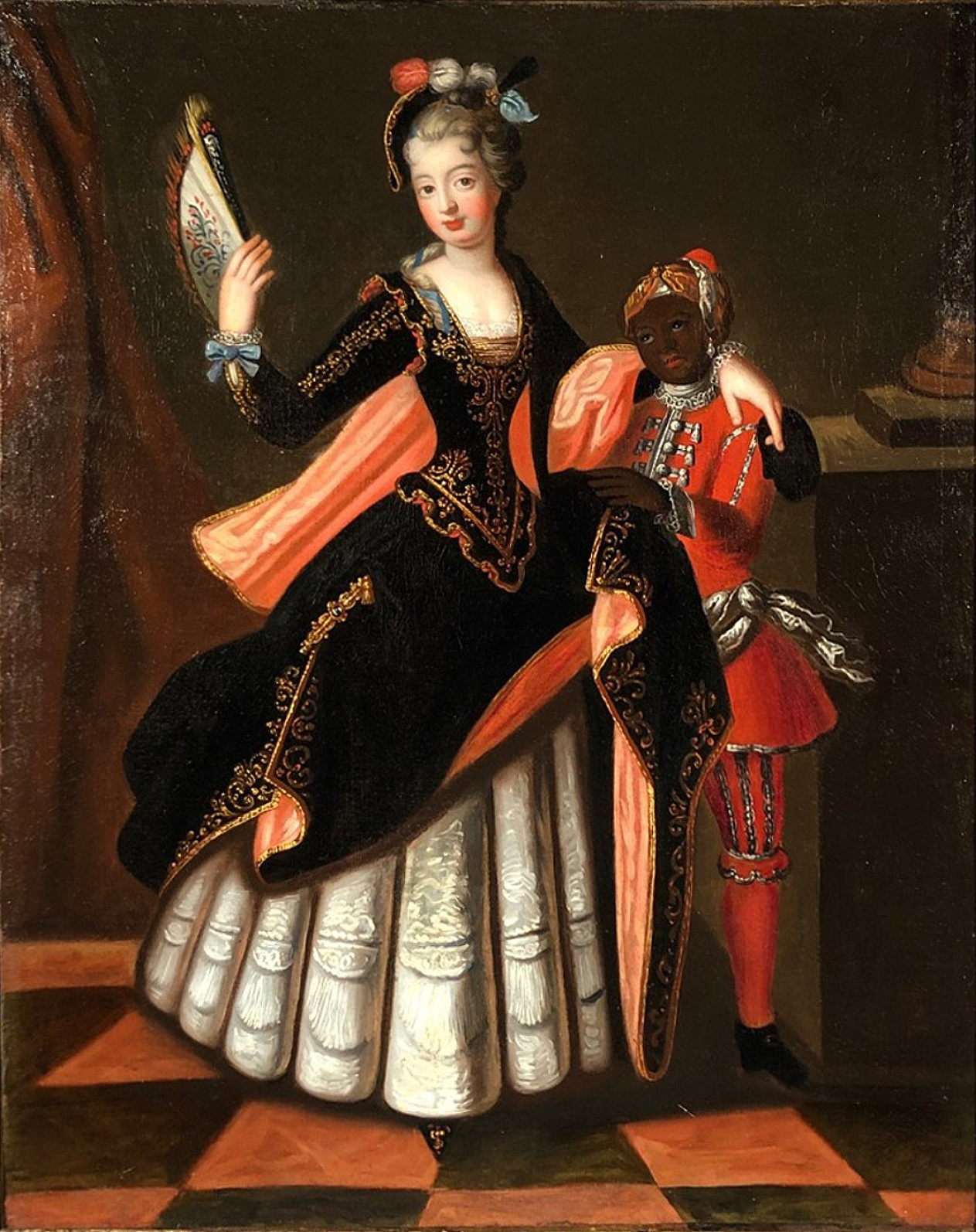
マリー・ルイーズ・エリザベート・ドルレアンといわれている肖像画
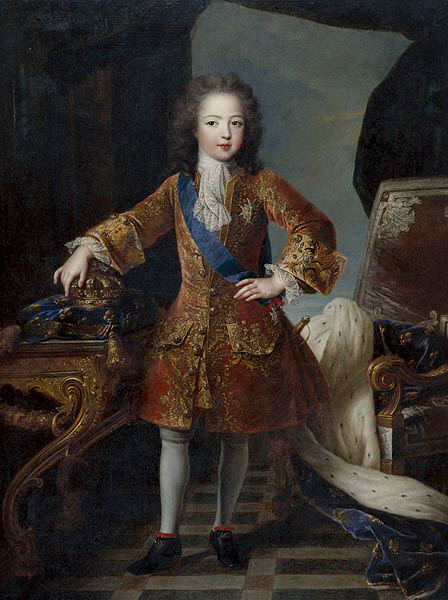
少年時代の「ルイ15世
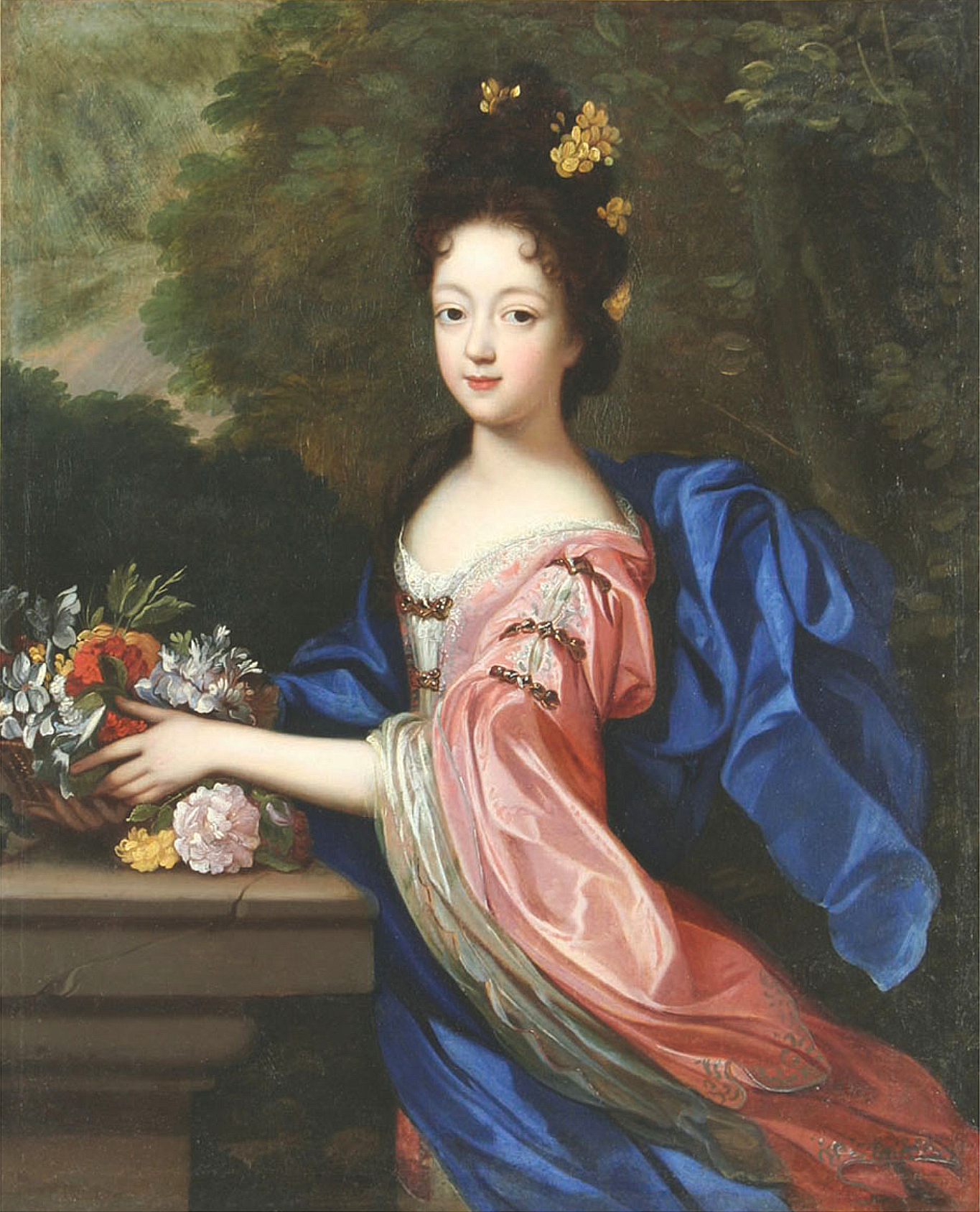
エリザベート・シャルロット・ドルレアン
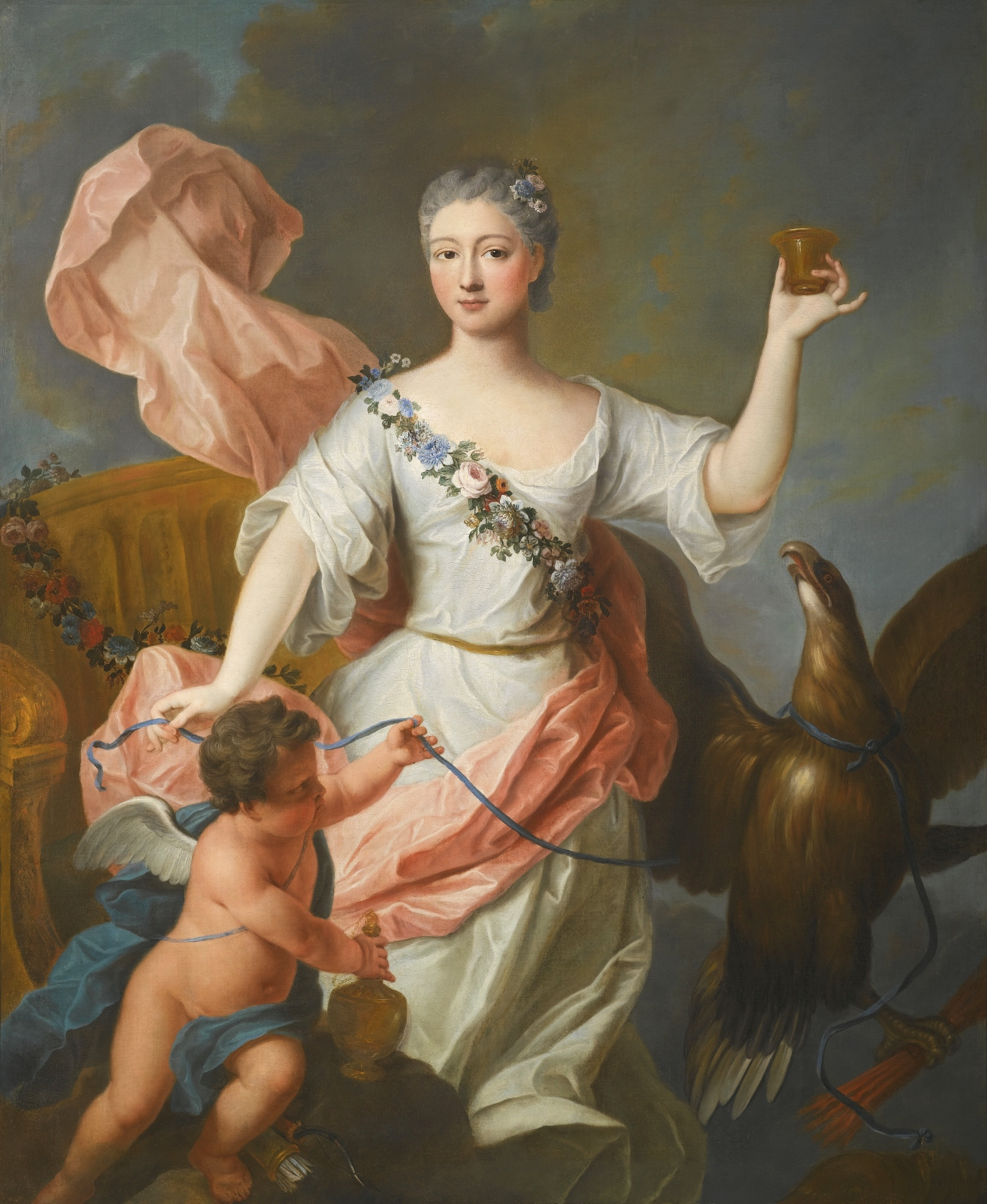
へーべーに見立てた肖像画。